# Théorème de sélection de Michael
En mathématiques, le théorème de sélection de Michael, est un théorème d'analyse fonctionnelle démontré en 1956 par Ernest Michael (en),. Il s'énonce comme suit :

Si X est un espace paracompact alors, toute multifonction hémicontinue inférieurement Γ, de X dans un espace de Banach E et à valeurs des convexes fermées non vides, possède une « sélection » continue, c'est-à-dire qu'il existe une application continue f : X → E telle que pour tout x de X, f(x) appartienne à Γ(x).
Michael a aussi démontré la réciproque, si bien que cette propriété caractérise les espaces paracompacts (parmi les espaces séparés).

## Démonstration
Soit d la distance associée à la norme sur E. On construit par récurrence une suite de fonctions continues fn vérifiant, pour tout entier naturel n et tout x dans X : d(fn(x), Γ(x)) < 2–n et d(fn+1(x), fn(x)) < 3.2–n–1. Le lemme ci-dessous permet en effet de construire une fonction f0 à distance constamment < 1 de φ0 := Γ puis, pour tout n > 0, une fonction fn à distance constamment < 2–n de φn := Γ∩B(fn–1, 2–n+1). La limite uniforme des fn constitue alors une sélection continue pour Γ.

Lemme — Soient X un espace paracompact, V un espace vectoriel normé et φ : X → V une multifonction hémicontinue inférieurement, à valeurs convexes non vides. Pour tout r > 0, la multifonction B(φ, r) : x ↦ { y∈Y | d(y, φ(x)) < r } possède une sélection continue.

Ce lemme est un cas particulier du théorème suivant.

## Théorème de sélection deBrowder
Théorème — Soient X un espace paracompact et Y un espace vectoriel topologique. Toute multifonction ψ : X → Y à valeurs convexes non vides et à valeurs inverses ouvertes possède une sélection continue.

## Théorème de Bartle-Graves
Un corollaire du théorème de sélection de Michael est le théorème de Bartle-Graves :
Théorème — Toute surjection linéaire continue d'un espace de Banach dans un autre possède une section continue.